# Gavi (futbolista)
|  | «Gavi» redirigeix aquí. Vegeu-ne altres significats a «Gavi (desambiguació)». |

Pablo Martín Páez Gavira, més conegut com a Gavi   (Los Palacios y Villafranca, 5 d'agost de 2004), és un futbolista sevillà que juga com a migcampista al Barça, club al qual va arribar amb 11 anys.
Quan va debutar amb el primer equip, el 29 d'agost del 2021, va esdevenir el quart més jove a fer-ho, amb 17 anys i 24 dies. Només 38 dies més tard fou el debutant més jove en la història de la selecció espanyola absoluta. El 2022, va guanyar el Golden Boy i va rebre el Trofeu Kopa, de banda de France Football durant la cerimònia de la Pilota d'Or 2022.

## Carrera de club

### Primers anys
Gavi va néixer a Los Palacios y Villafranca, Andalusia. Va començar la seva carrera a La Liara Balompié, club de la seva localitat natal, on va estar dos anys, entre 2010 i 2012. D'aquí va passar al planter del Reial Betis, on va estar dues temporades. Va marcar 95 gols amb l'equip aleví del Real Betis.

### FC Barcelona

#### Carrera juvenil
Després de marcar 96 gols amb l'equip aleví del Reial Betis, Gavi va ser seguit pels principals equips espanyols, com el Vila-real CF, el Reial Madrid i l'Atlètic de Madrid. El 2015, amb 11 anys, va fitxar pel FC Barcelona.
El setembre de 2020 va signar el seu primer contracte professional amb el club català i va ascendir directament de l'equip sub-16 al sub-19.
Després de les seves bones actuacions amb el planter del Barcelona, Gavi va ser inclòs en la plantilla de pretemporada del primer equip per l'entrenador Ronald Koeman de cara a la temporada 2021-22.

#### Temporada 2021-22
Després de participar en dues ocasions amb l'equip del Barcelona B, la temporada 2020-21, Gavi va ser promogut a la plantilla absoluta per disputar els amistosos de pretemporada amb el primer equip. Després de les seves bones actuacions en les victòries contra el Gimnàstic de Tarragona i el Girona FC, es va informar que Gavi havia avançat el seu company Riqui Puig en la selecció de l'entrenador del Barcelona, Ronald Koeman.
Va continuar amb aquesta bona ratxa en una victòria per 3-0 contra el rival alemany VfB Stuttgart, la qual cosa li va valer que el comparessin amb la llegenda del Barcelona Xavi Hernández. Va debutar amb el primer equip del Barça la tercera jornada de lliga, el 29 d'agost, quan va entrar als darrers minuts en lloc de Sergi Roberto, en un Barça - Getafe CF que acabà en victòria blaugrana per 2-1. En aquest debut es va convertir, amb 17 anys i 24 dies, en el quart jugador més jove de la història a fer-ho amb el primer equip del Barça, 58 dies menys que Messi el 2004, només superat per Vicenç Martínez, Ansu Fati i Bojan Krkic. El 26 de setembre va tornar a ser titular i jugador destacat en la victòria del Barça 3-0 sobre el Llevant UE en la Lliga. El 18 de desembre, ja consolidat en el primer equip, va marcar el seu primer gol en lliga contra l'Elx CF.

#### Temporada 2022-23

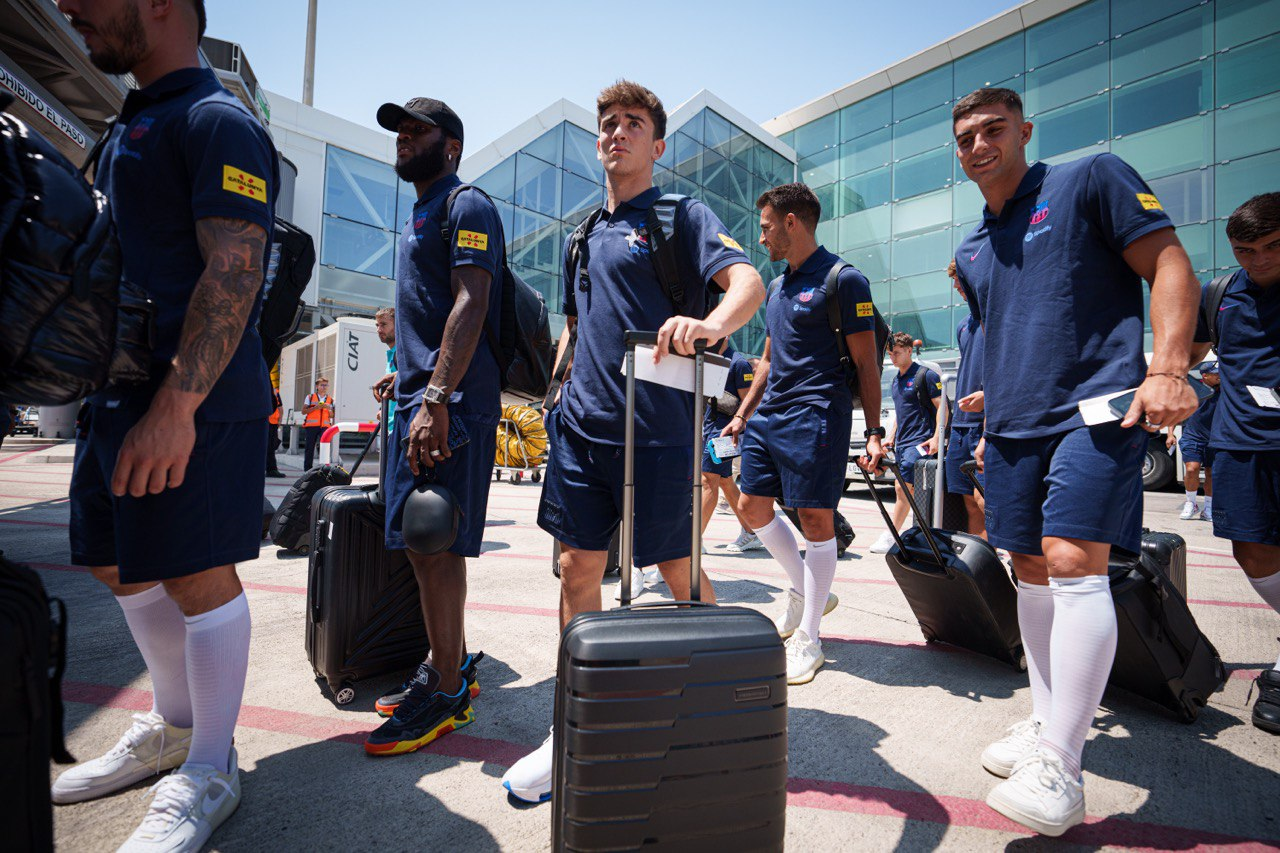
Gavi, en la pretemporada als Estats Units, 2022.

El 15 de gener del 2023, Gavi va marcar un gol i va donar dues assistències per ser nomenat home del partit en una victòria per 3-1 sobre el Reial Madrid a la final de la Supercopa d'Espanya. El 31 de gener, un tribunal espanyol va fallar a favor d'acceptar el nou contracte de Gavi amb el Barça fins al 2026, signat el setembre de l'any anterior, malgrat l'oposició del president de la primera divisió, Javier Tebas, que va argumentar que el nou acord no encaixaria en el límit salarial del club per a aquesta temporada. Aquell mateix dia, el Barça va anunciar que Gavi adquiriria el dorsal número 6, que fins llavors havia portat el seu entrenador, Xavi. El 21 de març, una sentència judicial va ordenar la revocació del nou acord, ja que superaria el límit salarial del club, i el retorn a la seva anterior inscripció com a jugador de l'equip filial amb la seva antiga samarreta número 30.
El 20 de juny de 2023, el Barça va aconseguir completar el registre de Gavi a la Lliga com a jugador del primer equip, i posteriorment va ampliar el seu contracte amb el club fins al juny de 2026, que conté una clàusula de rescissió de mil milions d'euros.

#### 2023–actualitat
Gavi, que estava lesionat des del novembre del 2023, va tornar als entrenaments el 12 de setembre del 2024. Després de 348 dies des de la seva lesió, va tornar a l'acció el 20 d'octubre de 2024 en una victòria per 5-1 contra el Sevilla, substituint el seu company d'equip Pedri, que li va lliurar el braçalet de capità. De la mateixa manera, també va tornar a aparèixer a "El Clàssic" com a substitut el 26 d'octubre de 2024, en un partit que el Barça va guanyar còmodament per 4-0 contra el Reial Madrid a l'Estadi Santiago Bernabéu. Va rebre una targeta groga al minut 90 després d'una picabaralla amb Vinícius Jr. Va marcar el seu primer gol de la temporada contra l'Athletic Club a la semifinal de la Supercopa d'Espanya 2025, on també va fer una assistència al seu company d'equip Lamine Yamal en una victòria per 0-2, i finalment va guanyar la copa. El 31 de gener de 2025 va ampliar el seu contracte amb el club fins al 2030.

## Carrera internacional
Gavi ha representat Espanya en les categories sub-15 i sub-16.
El 30 de setembre del 2021, Gavi va ser convocat per sorpresa pel seleccionador Luis Enrique per a la selecció absoluta d'Espanya. Va debutar a la semifinal de la Lliga de les Nacions de la UEFA contra Itàlia el 6 d'octubre, convertint-se en el futbolista més jove en jugar amb Espanya en la categoria absoluta. Va ser titular a la final, contra França, el 10 d'octubre, on Espanya va patir una derrota per 2-1. El 5 de juny de 2022, va marcar el seu primer gol amb la selecció absoluta a la Lliga de les Nacions a domicili contra la República Txeca, i va esdevenir el jugador més jove a marcar representant Espanya en la categoria absoluta.
Gavi va ser convocat per Espanya per a la Copa Mundial de la FIFA Qatar 2022, en què va ser titular en els quatre partits.[35] Amb el seu gol contra Costa Rica al primer partit d'Espanya en el torneig, Gavi es va convertir en el tercer jugador més jove (només darrere de Pelé i Manuel Rosas) a marcar en un partit de la Copa Mundial.
El 18 de juny de 2023 va jugar com a titular a la final de la Lliga de Nacions de la UEFA 2023 que Espanya va guanyar contra Croàcia per 5-4 als penals després d'un empat a 0 després de la pròrroga assolint així el seu primer títol de la Lliga de Nacions de la UEFA.
El 19 de novembre de 2023, Gavi va patir una lesió al lligament encreuat anterior del genoll dret durant un partit de classificació per a l'Eurocopa 2024 de la UEFA contra Geòrgia, per la qual cosa es temia que l'obligués a perdre's tant la fase final de l'Eurocopa 2024 com els Jocs Olímpics del 2024 amb Espanya.

## Estil de joc
Graham Hunter, d'ESPN, va qualificar Gavi com un jove jugador molt prometedor el 2021, comparant-lo amb Xavi Hernández i Andrés Iniesta per les seves qualitats com a futbolista, entre les quals destaquen el regat, l'anticipació, la intel·ligència, la visió, la passada, el primer toc, el control de prop, el canvi de ritme i la capacitat de girar ràpidament per sortir d'espais reduïts i iniciar contraatacs. Després de la seva actuació a la victòria d'Espanya sobre Itàlia a la semifinal de la Lliga de les Nacions 2021, el defensa italià Emerson Palmieri va descriure Gavi com un jugador que "té un enorme potencial".

## Estadístiques

### Club
Actualitzat a l'últim partit jugat el 21 de gener de 2025.
| Club           | Temporada     | Lliga           | Lliga | Lliga | Copa del Rei | Copa del Rei | Europa | Europa | Altres | Altres | Total | Total |
| Club           | Temporada     | Divisió         | Part. | Gols  | Part.        | Gols         | Part.  | Gols   | Part.  | Gols   | Part. | Gols  |
| -------------- | ------------- | --------------- | ----- | ----- | ------------ | ------------ | ------ | ------ | ------ | ------ | ----- | ----- |
| FC Barcelona B | 2020–21       | 2a Divisió B    | 2     | 0     | —            | —            | —      | —      | —      | —      | 2     | 0     |
| FC Barcelona B | 2021–22       | 1a Divisió RFEF | 1     | 0     | —            | —            | —      | —      | —      | —      | 1     | 0     |
| FC Barcelona B | Total         | Total           | 3     | 0     | —            | —            | —      | —      | —      | —      | 3     | 0     |
| FC Barcelona   | 2021–22       | La Liga         | 34    | 2     | 1            | 0            | 11     | 0      | 1      | 0      | 47    | 2     |
| FC Barcelona   | 2022–23       | La Liga         | 36    | 2     | 5            | 0            | 6      | 0      | 2      | 1      | 49    | 3     |
| FC Barcelona   | 2023–24       | La Liga         | 12    | 1     | 0            | 0            | 3      | 1      | 0      | 0      | 15    | 2     |
| FC Barcelona   | 2024–25       | La Liga         | 11    | 0     | 2            | 1            | 4      | 0      | 2      | 1      | 19    | 2     |
| FC Barcelona   | Total         | Total           | 93    | 5     | 8            | 1            | 24     | 1      | 5      | 2      | 130   | 9     |
| Total carrera  | Total carrera | Total carrera   | 96    | 5     | 8            | 1            | 24     | 1      | 5      | 2      | 133   | 9     |

1. ↑  Sis aparicions en la Lliga de Campions de la UEFA, cinc en la Lliga Europa de la UEFA
2. ↑  Aparicions en la Supercopa d'Espanya
3. ↑  Appearances in UEFA Champions League

### Internacional
Actualitzat a l'últim partit jugat el 19 de novembre de 2023.
| Selecció | Any   | Partits | Gols |
| -------- | ----- | ------- | ---- |
| Espanya  | 2021  | 4       | 0    |
| Espanya  | 2022  | 13      | 3    |
| Espanya  | 2023  | 10      | 2    |
| Total    | Total | 27      | 5    |

## Palmarès

#### FC Barcelona
- 2 Supercopes d'Espanya: 2023,[50] 2025[51]
- 2 Lligues espanyoles: 2022-23,[52] 2024-25
- 1 Copa del Rei: 2024-25[53][54]

#### Espanya
- 1 Lliga de les Nacions de la UEFA: 2022-23[55]

#### Individual
- Trofeu Kopa: 2022[56]
- Premi Golden Boy: 2022[57]
- Equip Mundial Juvenil Masculí (Sub20) per la IFFHS: 2022,[58] 2023[59]
- Equip Mundial Juvenil Masculí (sub20) de la UEFA per la IFFHS: 2022,[60] 2023[61]
- Premi Aldo Rovira: 2021-22[62]